# Лінійний прискорювач

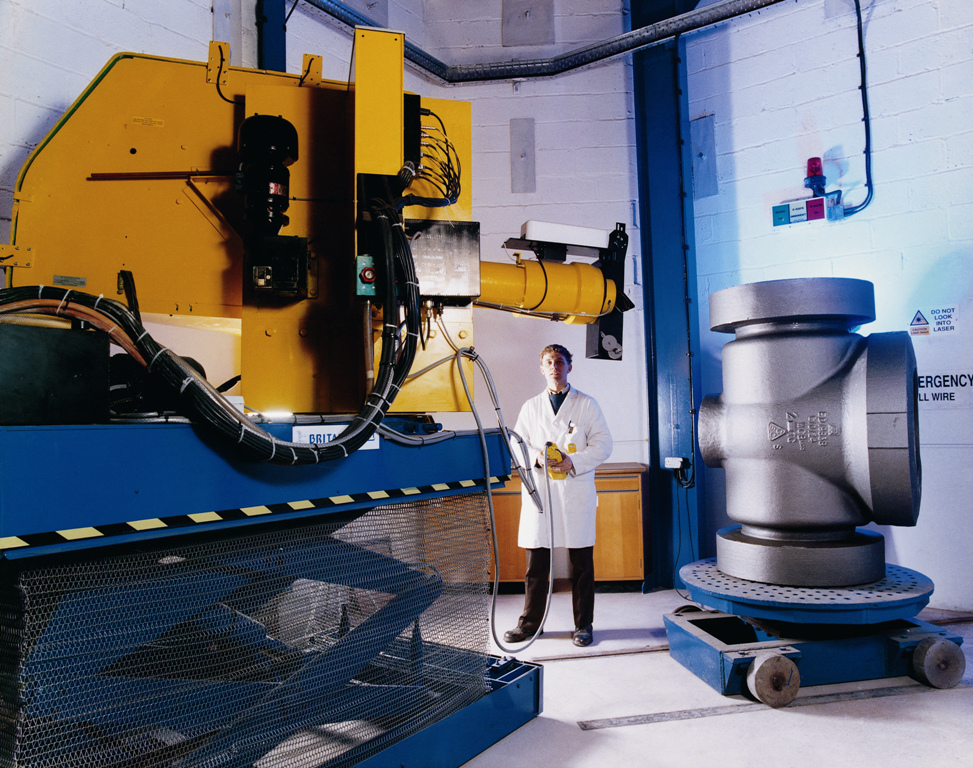
Рентгенографія сталі за допомогою лінійного прискорювача

Лінійний прискорювач — установка для прискорення заряджених мікрочастинок, в якій траєкторія руху частинки близька до прямої лінії. На відміну від циклічних прискорювачів, пучок заряджених частинок проходить відрізок прискорення лише один раз. Пристрій створює іонізуюче випромінювання з високою проникною здатністю (енергія 20 МеВ та більше).
Цей метод прискорення частинок був відкритий у 1928 році норвезьким фізиком Рольфом Відерое (Rolf Widerøe).
Лінійні прискорювачі можна поділити на дві категорії: лінійний прискорювач прямої дії та власне лінійний прискорювач.
Найвідомішим прискорювачем прямої дії є генератор Ван де Граафа. В ньому частинки або іони ядер прискорюються безпосередньо за рахунок одно- чи дворазового проходження різниці потенціалів, що досягає 20 млн вольт. Однак, в таких прискорювачах важко забезпечити енергію частинок понад 40-50 МеВ для протонів. Тому для досягнення ще більших енергій використовуються власне лінійні прискорювачі.

## Принцип дії

Схематичне зображення принципу дії лінійного прискорювача

В лінійних прискорювачах частинка багатократно прискорюється, пролітаючи через ряд циліндричних трубок, приєднаних до електричного генератора високої частоти. Для цього зазвичай використовуються радіочастотні генератори. Пучок частинок рухається вздовж осі трубок. Всередині кожної трубки електричне поле дорівнює нулю. Сусідні трубки мають протилежну полярність. Таким чином, прискорювальне поле знаходиться в проміжках між трубками. Частота генератора і розміри трубок підбираються так, аби прискорювані частинки підлітали до наступного проміжку в той момент, коли полярність трубок міняється на протилежну. Довжина трубки l, швидкість частинки v та період високочастотного поля T пов'язані між собою співвідношенням l = vT/2.
В лінійних прискорювачах частинки можуть прискорюватись також за допомогою електромагнітної хвилі, що поширюється всередині циліндричних порожнин (прискорювачі біжучої хвилі).
Для досягнення більших енергій доводиться будувати лінійні прискорювачі більшої довжини. Найбільший лінійний прискорювач був споруджений в Стенфорді, США. Він працював в період з 1989—1998 рр., мав довжину близько 3 км і прискорював як електрони, так і позитрони до енергії 50 ГеВ. Для досягнення такої енергії частинки проходять крізь близько 80 000 актів прискорення. Цей прискорювач працював в режимі колайдера, коли пучок електронів з енергією 50 ГеВ стикався з пучком позитронів з такою ж енергією.

## Типи лінійних прискорювачів
- Лінійний високовольтний прискорювач
- Лінійний індукційний прискорювач
- Лінійний резонансний прискорювач

## Області застосування
Лінійні прискорювачі мають широкий спектр застосування як для наукових цілей, так і в практичному використанні.
- Промисловість — виготовлення ізотопів хімічних елементів.
- Медицина — стерилізація обладнання.
- Онкологія — медичні лінійні прискорювачі використовуються як основний елемент радіотерапії та радіохірургії, як джерело рентгенівського випромінювання.
- Наукові дослідження в області фізики, хімії, біології.

Лінійні прискорювачі використовуються для створення нейтронних генераторів для радіаційного дослідження матеріалів. Йде підготовка електроядерних методів напрацювання ядерного пального та прискорення важких малозарядних іонів для керованого інерційного термоядерного синтезу. Лінійні прискорювачі використовуються також для попереднього прискорення частинок, перед їх входженням у циклічні прискорювачі.

## Приклади сучасних лінійних прискорювачів
- ALICE — прискорювач лабораторії в Дарсбері, Велика Британія.

## Проекти майбутніх лінійних прискорювачів
- ILC, International Linear Collider — проєкт Міжнародного Лінійного Колайдера, установки довжиною 30 км, в якій будуть стикатись електрони і позитрони, на швидкості близькій до швидкості світла.